# Arsenal d'Anaheim
L'Arsenal d'Anaheim (en anglais : Anaheim Arsenal) était une équipe de la NBA Development League, ligue américaine mineure de basket-ball créée et dirigée par la NBA. L'équipe est basée à Anaheim (Californie). Elle est délocalisée à Springfield après la saison 2008-2009.

## Affiliation
Elle est associée aux Clippers de Los Angeles, aux Hawks d'Atlanta et au Magic d'Orlando.

## Historique
Elle est délocalisée à Springfield après la saison 2008-2009.